# Чемпионат мира по самбо 1993
Из-за раскола в международном самбо в 1993 году прошли два альтернативных чемпионата мира: в Кстово и Омске.

## ФИАС
Чемпионат по версии ФИАС прошёл в городе Кстово 9-15 ноября. Первоначально планировался к проведению в Лондоне (Великобритания). В соревнованиях приняли участие спортсмены из 28 стран: Армении, Белоруссии, Болгарии, Великобритании, Грузии, Дании, Индии, Италии, Казахстана, Канады, Кыргызстана, Китая, Латвии, Литвы, Марокко, Молдавии, Монголии, Нидерландов, Никарагуа, России, США, Таджикистана, Туркменистана, Ливана, Югославии, Японии.
| Весовая категория | Золото                        | Серебро                         | Бронза                        |
| ----------------- | ----------------------------- | ------------------------------- | ----------------------------- |
| до 48 кг          | Абрам Агамирян · Россия       | Ю. Войка · Молдова              | Николай Цыпандин · Беларусь   |
| до 52 кг          | Цогтгерел Очирбат · Монголия  | Александр Филатов · Россия      | Р. Мендыгалиев · Казахстан    |
| до 57 кг          | Овик Манукян · Армения        | Сергей Тулупов · Беларусь       | К. Акмалиев · Казахстан       |
| до 62 кг          | Ашот Маркарьян · Россия       | Ганхуягийн Уурцолмон · Монголия | Вардан Восканян · Армения     |
| до 68 кг          | Валерий Данилов · Беларусь    | Валерий Белов · Россия          | С. Икрамов · Таджикистан      |
| до 74 кг          | Николай Игрушкин · Россия     | Бёрк Клинтон · США              | В. Влах · Молдова             |
| до 82 кг          | Сергей Лоповок · Россия       | В. Гушаускас · Литва            | Павел Перепичай · Беларусь    |
| до 90 кг          | Александр Дунаев · Россия     | Хайрулло Назриев · Таджикистан  | Шарав Дорждамба · Монголия    |
| до 100 кг         | Константин Лахтионов · Россия | Андрей Костюк · Беларусь        | Очирын Одгэрэл · Монголия     |
| свыше 100 кг      | Владимир Гурин · Россия       | Д. Эрдэнбат · Монголия          | Владимир Емельянов · Беларусь |

### Общий медальный зачёт
| Место | Страна      | Золото | Серебро | Бронза | Всего |
| ----- | ----------- | ------ | ------- | ------ | ----- |
| 1     | Россия      | 7      | 2       | 0      | 9     |
| 2     | Беларусь    | 1      | 2       | 3      | 6     |
| 3     | Монголия    | 1      | 2       | 2      | 5     |
| 4     | Армения     | 1      | 0       | 1      | 2     |
| 5     | Таджикистан | 0      | 1       | 1      | 2     |
| 5     | Молдова     | 0      | 1       | 1      | 2     |

## МФС
Чемпионат мира по версии МФС прошёл 6-8 ноября в Омске во дворце спорта «Иртыш». В соревнованиях приняли участие представители 17 стран.
| Весовая категория | Золото                              | Серебро                            | Бронза                                                           |
| ----------------- | ----------------------------------- | ---------------------------------- | ---------------------------------------------------------------- |
| до 48 кг          | Рудольф Ким · Узбекистан            | Галымжан Сапаргалиев · Казахстан   | Нурлан Нигматуллин · Кыргызстан Геннадий Сандеровский · Украина  |
| до 52 кг          | Бауржан Садиханов · Казахстан       | Виктор Тихонов · Кыргызстан        | Хусейн Османов · Туркменистан Данил Сайфутдинов · Россия         |
| до 57 кг          | Байраммурад Мавикаев · Туркменистан | Николай Афанасьев · Украина        | Станислав Васильев · Кыргызстан Галимжан Джилгелдиев · Казахстан |
| до 62 кг          | Зокир Шарипов · Узбекистан          | Эльчин Султанов · Азербайджан      | Бадри Джаниашвили · Грузия Олег Сабадаш · Украина                |
| до 68 кг          | Арчил Чохели · Грузия               | Анакурбан Анаоразов · Туркменистан | Салкен Жартыбаев · Казахстан Олег Борщенко · Украина             |
| до 74 кг          | Вадим Усов · Россия                 | Джондо Музашвили · Грузия          | Шахмураз Гасымов · Азербайджан Аскар Жахитов · Кыргызстан        |
| до 82 кг          | Ерванд Мартиросян · Украина         | Руслан Сейлханов · Казахстан       | Сосо Липартелиани · Грузия Икрам Даминов · Узбекистан            |
| до 90 кг          | Сергей Злобин · Украина             | Шухрат Ходжаев · Узбекистан        | Эльшан Поладов · Азербайджан Вано Гамхиташвили · Грузия          |
| до 100 кг         | Ростислав Борисенко · Украина       | Шахин Алекперов · Азербайджан      | Бахадор Хасанов · Узбекистан Рамаз Бузариашвили · Грузия         |
| свыше 100 кг      | Олег Грицышин · Украина             | Валериан Парунашвили · Грузия      | Минчо Петков · Болгария Владилен Молоков · Россия                |